# Astragalus sympileicarpus
Astragalus sympileicarpus är en ärtväxtart som beskrevs av Karl Heinz Rechinger. Astragalus sympileicarpus ingår i släktet vedlar, och familjen ärtväxter. Inga underarter finns listade i Catalogue of Life.